# Autozam AZ-1
Autozam AZ-1 — дводверне середньомоторне спортивне купе кей-класу, розроблене компанією Suzuki, яке продавалося компанією Mazda під своїм відокремленим брендом Autozam. Відоме під кодом рами PG6SA. Дебют відбувся в жовтні 1992 року, і продаж здійснювався до припинення виробництва в 1994 році, мікрокупе було відоме своїми дверима типу «крило чайки». Потужність двигуна з турбонаддувом об'ємом 660 куб. см. становила 47 кВт при 6500 обертах на хвилину.
Autozam AZ-1 є невеликим автомобілем-купе, з дверима типу «крило чайки», що виготовлялося з жовтня 1992 по 1994 рік. Незважаючи на те, що з першого погляду на машину здається, що її тип кузова хетчбек, але це купе, бо позаду автівки все одно є невеликий багажник.
Спеціальні версії
- Варіант Type L,
- версія Mazdaspeed A-spec,

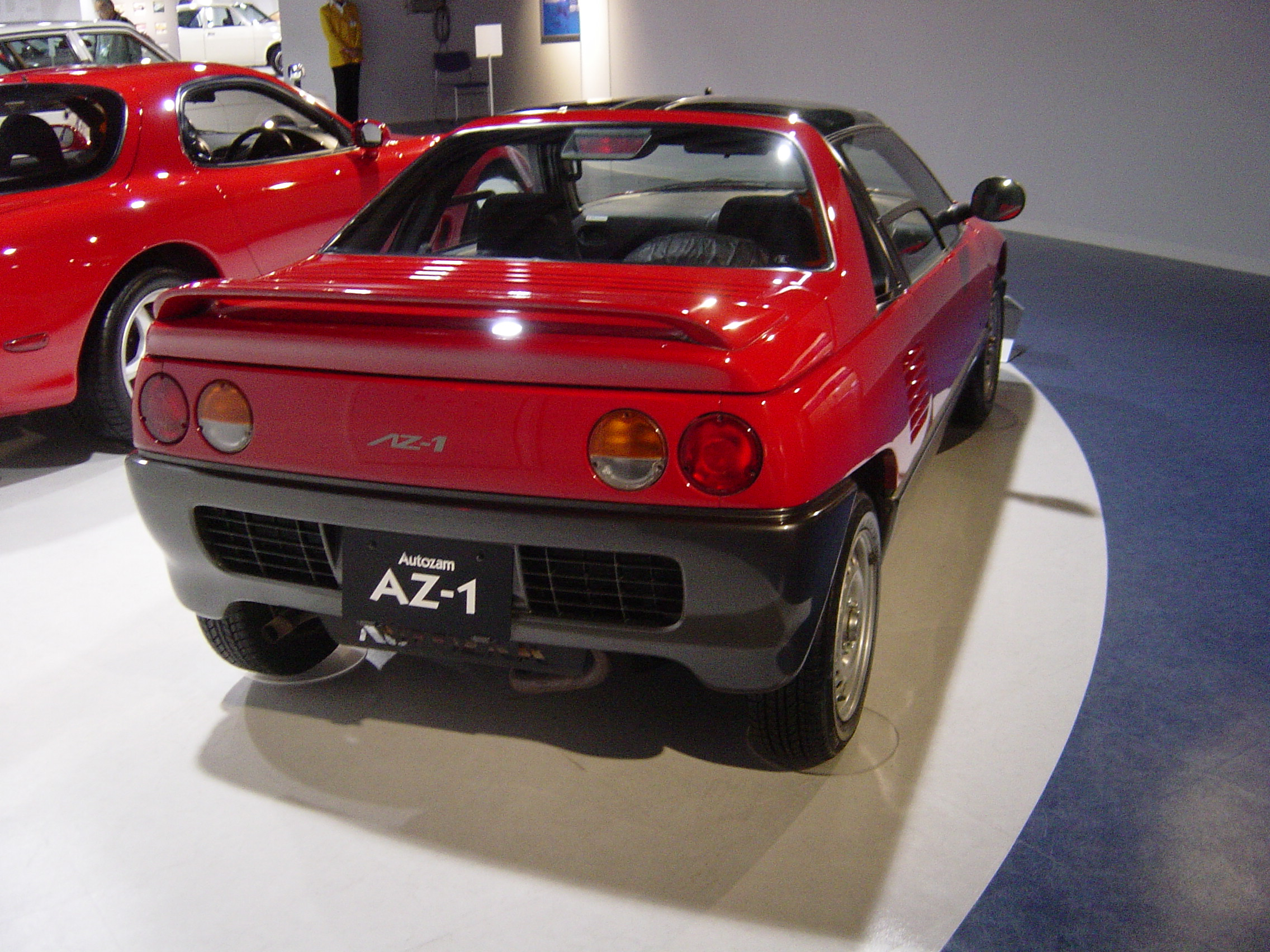
мікро купе AZ-1

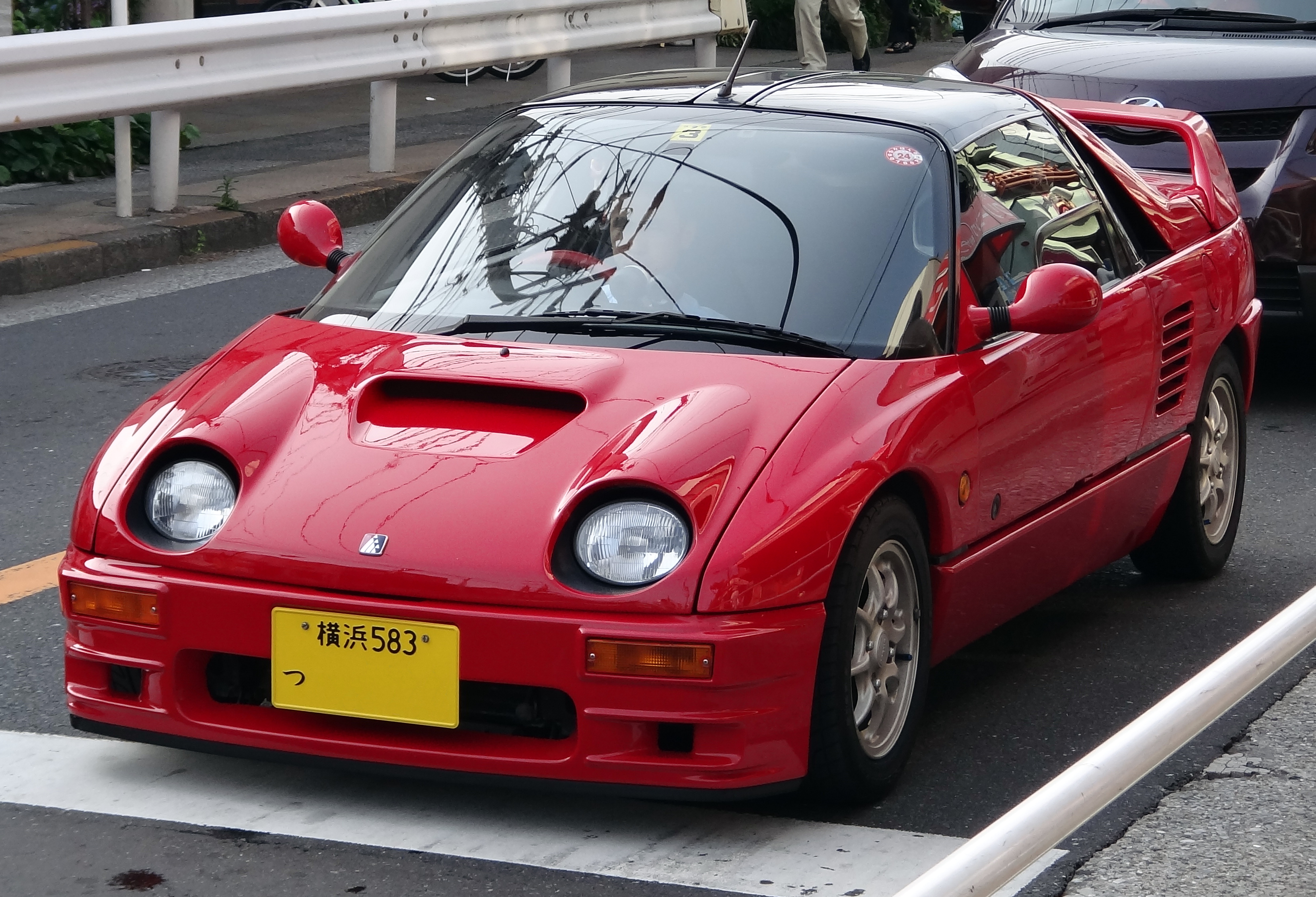
Autozam AZ-1 Mazdaspeed

- М2 1015 від M2[en] Incorporated (50 одиниць).

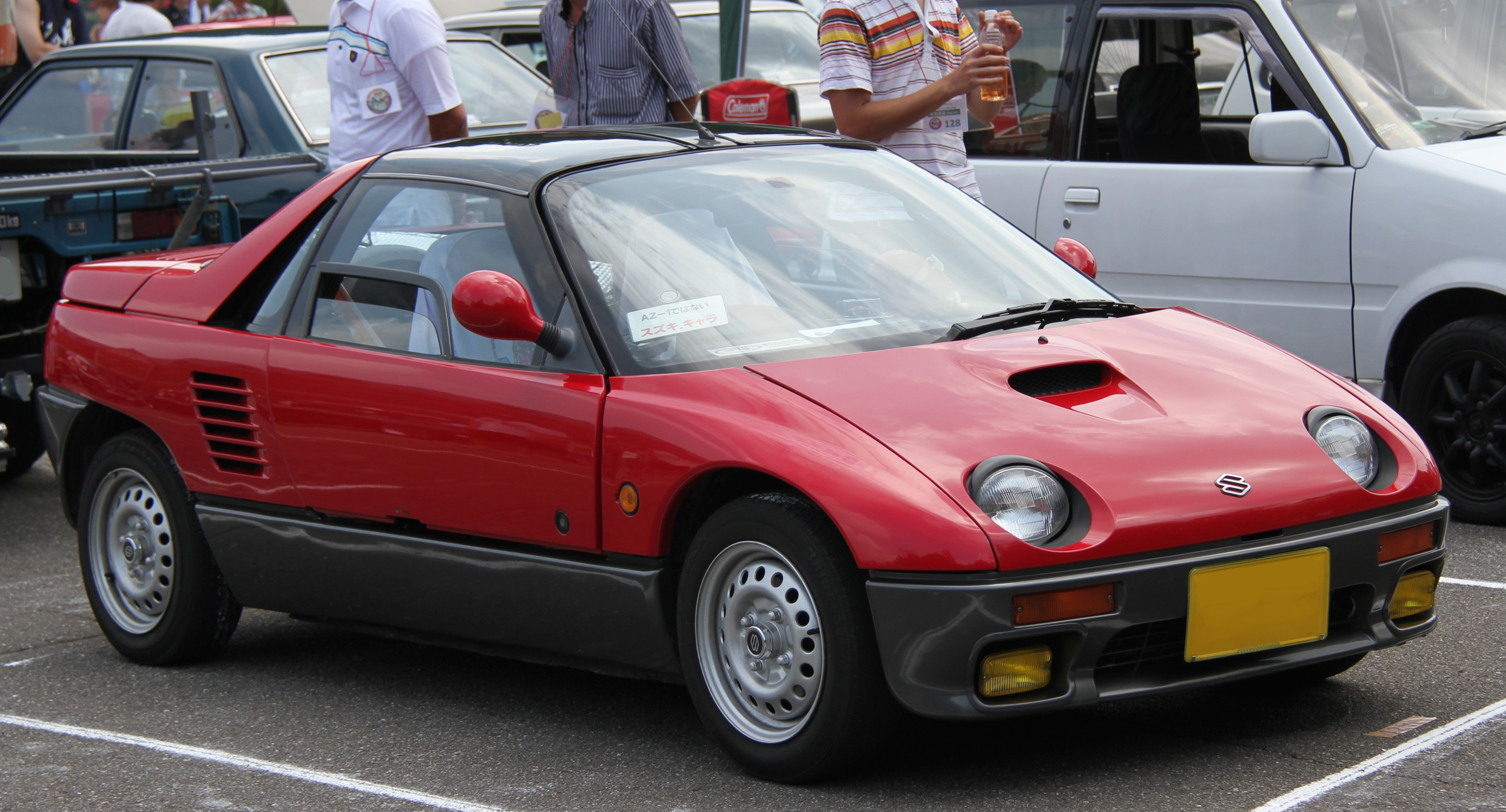
Suzuki Cara (перед)

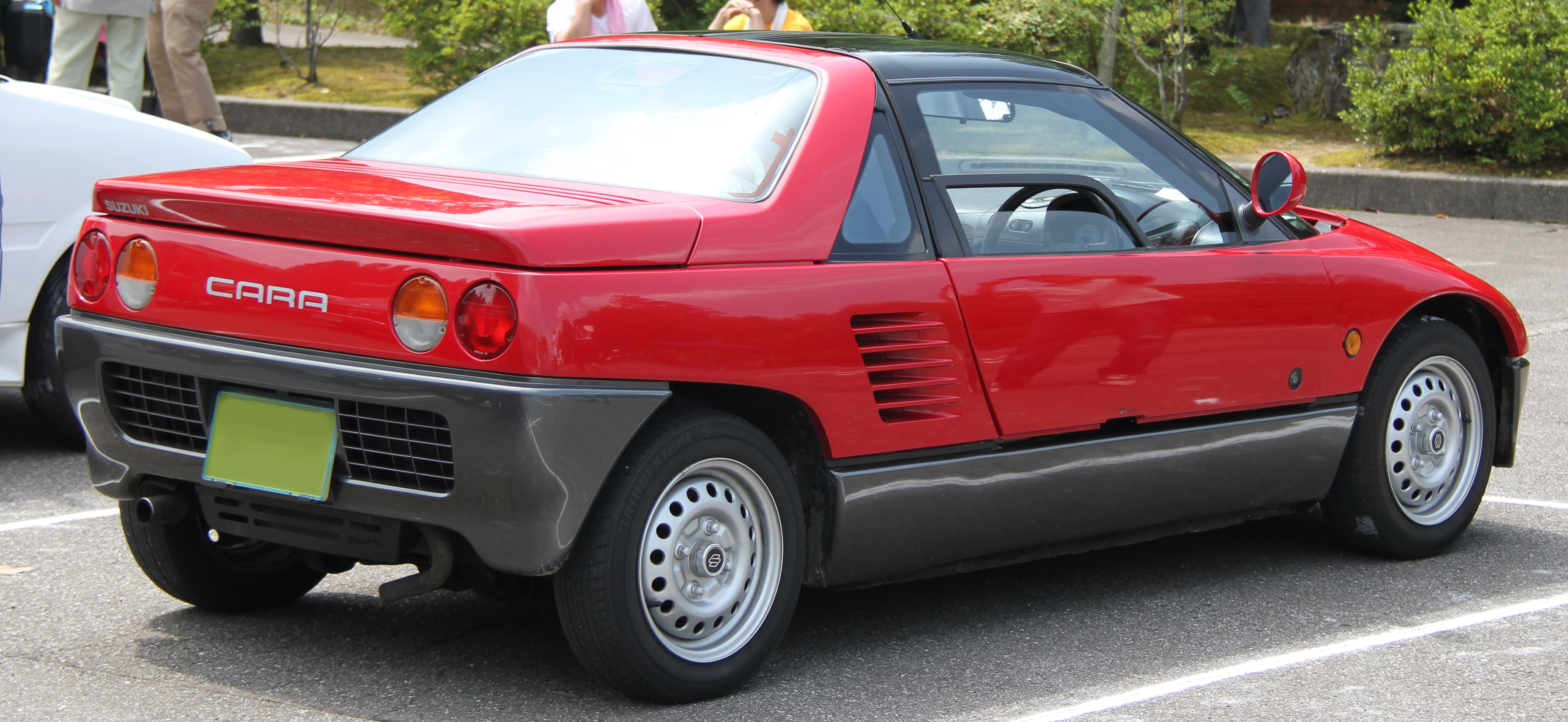
Suzuki Cara (сзаду)

Одиничні версії: 
- M2 1014 (Ramble Guinea Chetha)
- M2 1015A
- М2 1015B
- GReddy VI-AZ1 від RE Amemiya[en]
- CV-1 Striker EX
- Abarth Scorpione

Suzuki Cara
Пізніше, з 27 січня 1993 року, Suzuki випустила власну версію розробки під назвою Suzuki Cara (фреймкод PG6SS). Див. Suzuki Cara в Японській Вікіпедії